# Sherbrooke (ancienne circonscription fédérale)
Pour les articles homonymes, voir Sherbrooke (homonymie).
Ville de Sherbrooke fut une circonscription électorale fédérale située en Estrie au Québec, représentée de 1867 à 1925.
C'est l'Acte de l'Amérique du Nord britannique de 1867 qui créa ce qui fut appelé le district électoral de Chambly. En 1924 la circonscription fut remplacée par celle de Sherbrooke.

## Géographie
La circonscription de ville de Sherbrooke consistait à l'ensemble de la ville de Sherbrooke

## Députés
1. 1867-1872 —  Alexander Tilloch Galt, Libéral-conservateur
2. 1872-1882 — Edward Towle Brooks, Conservateur
3. 1882-1891 — Robert Newton Hall, Libéral-conservateur
4. 1891-1899 — William Bullock Ives, Conservateur
5. 1900¹-1904 — John McIntosh, Conservateur
6. 1904-1911 — Arthur Norreys Worthington, Conservateur
7. 1911-1925 — Francis N. McCrea

- ¹   = Élection partielle